# Schwanberg
Pour l’article homonyme, voir Schwanberg (Autriche).
Le Schwanberg (littéralement la montagne du cygne en allemand) est une élévation bien visible (474 m) du Steigerwald dans le district bavarois de  Basse-Franconie.

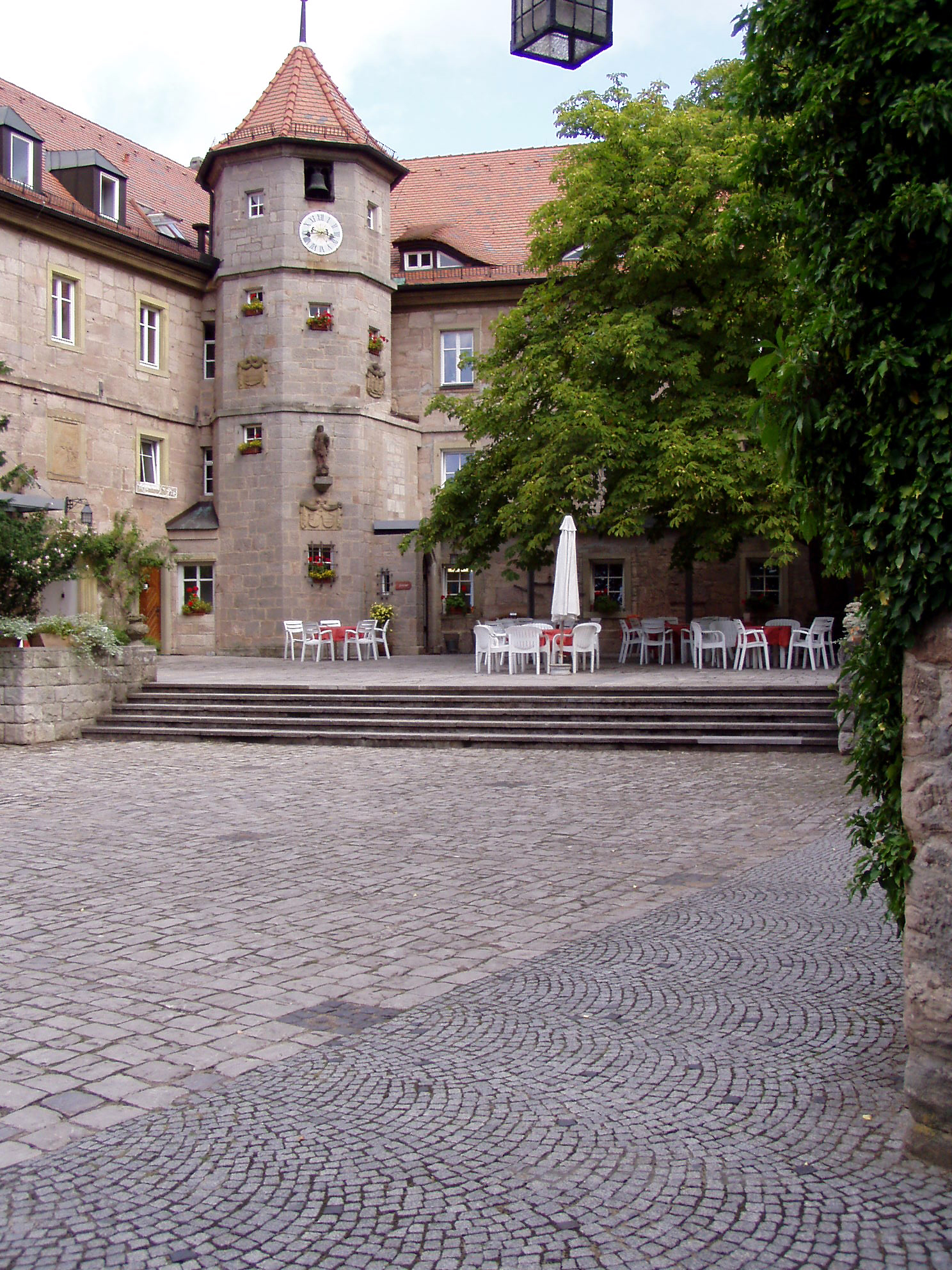
La cour du château Schwanberg

La colline est connue par sa position qui la rend visible de loin, son château avec son parc, et la communauté de sœurs protestante Communität Casteller anneau (CCR) avec son monastère

## Situation et géographie
Le Schwanberg s'élève sur le bord occidental du Steigerwald, pour culminer à 474 mètres d'altitude. Au sommet se trouvent les émetteurs.
Les pentes supérieures et le plateau au sommet sont couvertes de forêt, cette partie est populaire pour les petites randonnées et excursions. Les coteaux sont complètement couverts par des vignobles, au pied de la colline se trouvent les villes viticoles franconiennes de Castell, Großlangheim, Iphofen, Rödelsee et Wiesenbronn.